# 共产国际第五次代表大会
共产国际第五次代表大会是共产国际于1924年6月17日至7月8日在苏联莫斯科克里姆林宫安德鲁厅召开的一次代表大会，來自46個共產黨和工人黨的504名代表和來自49個國家的14個工会組織參加了大會。此次大会也是列宁逝世后共产国际第一次开会。

## 议题
这次大会主要讨论了德国和保加利亚革命失败、意大利和波兰对共产主义者的镇压、英国麦克唐纳的工党政府、各国共产党所遇到的困境。